# بريندا يوريبا
بريندا يوريبا (بالإسبانية: Daniela Uribe) (11 ديسمبر 1993 في بيرو - ) هي لاعبة كرة طائرة بيروفية في مركز ضارب خارجي ‏. لعبت مع Club Alianza Lima Vóley ‏.

## وصلات خارجية
- بريندا يوريبا على موقع الاتحاد الدولي beach volleyball database (الإنجليزية)
- بريندا يوريبا على موقع عالم الكرة الطائرة (الإنجليزية)
- بريندا يوريبا على موقع أوليمبيديا (الإنجليزية)